# Frédéric Vaccari
Pour les articles homonymes, voir Vaccari.

a Compétitions nationales et continentales officielles uniquement.

b Matchs officiels uniquement.
Frédéric Vaccari, né le 7 novembre 1987 à Villeneuve-sur-Lot, est un joueur de rugby à XIII français évoluant au poste d'ailier ou d'arrière. Formé à Pujols, il rejoint ensuite les Dragons Catalans, tout d'abord sa réserve puis l'équipe première en Super League. Ses bonnes performances en club l'amènent en équipe de France pour y disputer notamment la Coupe du monde 2013. En 2014, il rejoint Palau XIII.

## Biographie
Fils d'un joueur de rugby à XV, Robert Vaccari, Frédéric Vaccari préfère dans sa jeunesse se lancer dans le rugby à XIII à Pujols puis à Villeneuve-sur-Lot. Ses performances l'amènent à rejoindre les Dragons Catalans où petit à petit il y acquis une place de titulaire au poste d'ailier. Rapide et explosif, il est parallèlement appelé en équipe de France à partir de 2009 puis dispute la Coupe du monde 2013.

## Distinctions personnelles
- 2010 : Participation à la coupe d'Europe des nations de rugby à XIII avec l'équipe de France.
- 2009 : Participation au tournoi des Quatre Nations avec l'équipe de France.

## Détails

### En sélection

#### Coupe du monde
| Édition         | Rang               | Résultats France | Résultats Vaccari | Matchs Vaccari |
| --------------- | ------------------ | ---------------- | ----------------- | -------------- |
| Angleterre 2013 | Quart-de-finaliste | 1 v, 0 n, 3 d    | 1 v, 0 n, 2 d     | 3/4            |

Légende : v = victoire ; n = match nul ; d = défaite.

### En club
| Saison | Club                      | Compétition           | Matchs | Points | Essais | Buts | Drop |
| ------ | ------------------------- | --------------------- | ------ | ------ | ------ | ---- | ---- |
| 2008   | Toulouse                  | Championship          | ?      | ?      | ?      | ?    | ?    |
| 2009   | Toulouse                  | Championship          | ?      | ?      | ?      | ?    | ?    |
| 2010   | Dragons Catalans          | Super League          | 15     | 24     | 6      | 0    | 0    |
| 2011   | Dragons Catalans          | Super League          | 17     | 44     | 11     | 0    | 0    |
| 2012   | Saint-Estève XIII catalan | Championnat de France | ?      | ?      | ?      | ?    | ?    |
| 2013   | Dragons Catalans          | Super League          | 16     | 32     | 8      | 0    | 0    |
| 2014   | Dragons Catalans          | Super League          | 3      | 0      | 0      | 0    | 0    |
| Total  | Total                     | Total                 | 27     | 90     | 22     | 1    | 0    |